# Конногвардейский манеж
Конногвардейский манеж — монументальное здание в стиле классицизма, которое было выстроено в Санкт-Петербурге в 1804—1807 годах по проекту Джакомо Кваренги для зимней и летней выучки, а также парадных конных выездок Лейб-гвардии Конного полка.
Занимает часть Конногвардейского бульвара, фасадом выходит на Исаакиевскую площадь. В советское время перестроено под гараж НКВД, с 1977 года используется как выставочный зал.

## История

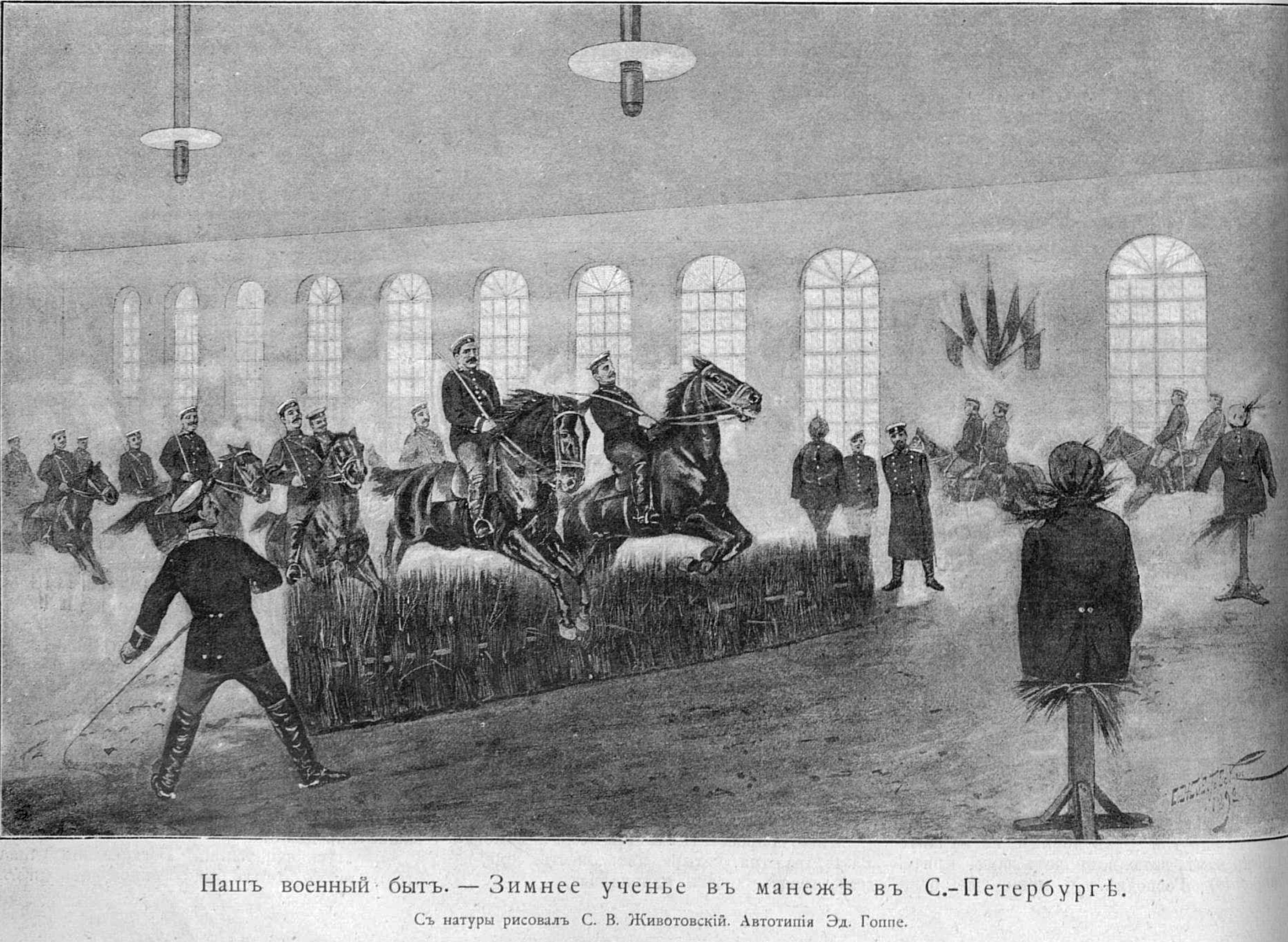
Зимнее учение в манеже, конец XIX века

Манеж строился в эпоху Наполеоновских войн, причём очень быстро, чтобы успеть к возвращению конногвардейского полка из Европы. Исаакиевская площадь уже тогда задумывалась как важная архитектурная доминанта Санкт-Петербурга, поэтому на оформление манежа были отпущены большие деньги.
К концу строительства в Италии были заказаны уменьшенные копии мраморных античных скульптур диоскуров, стоящих перед римским Квиринальским дворцом (см. Фонтан диоскуров). Однако понадобилось три года для их изготовления и ещё шесть лет для доставки в Санкт-Петербург. Лишь в 1816 году скульптуры установили по обеим сторонам портика; так возникла целостная композиция фасада. Позднее внутри манежа сперва установили простую ложу для именитых зрителей, а в 1873 году во время реконструкции манежа под руководством академика архитектуры Д. И. Гримма оборудовали специальную царскую ложу.
Впоследствии манеж несколько раз перестраивался, при советской власти в нём устроили автогараж войск НКВД (перестройкой руководил Н. Е. Лансере), а во время войны здание было сильно повреждено. В 1977 году манеж был переоборудован в выставочный центр. Тогда же его фасад основательно отреставрировали в соответствии с первоначальным замыслом Джакомо Кваренги.
5 ноября выставкой произведений ленинградских художников, посвященной 60-летию Великого Октября и проходившей под девизом «Искусство принадлежит народу», открылся Центральный выставочный зал «Манеж». С тех пор это самое популярное место в городе для проведения выставок.

## Архитектура и скульптура
Здание — двухэтажное (после надстройки 1931 года), по углам оформлено пилястрами, завершено антаблементом. Стены и колонны кирпичные, но отштукатуренные. Кровля железная.

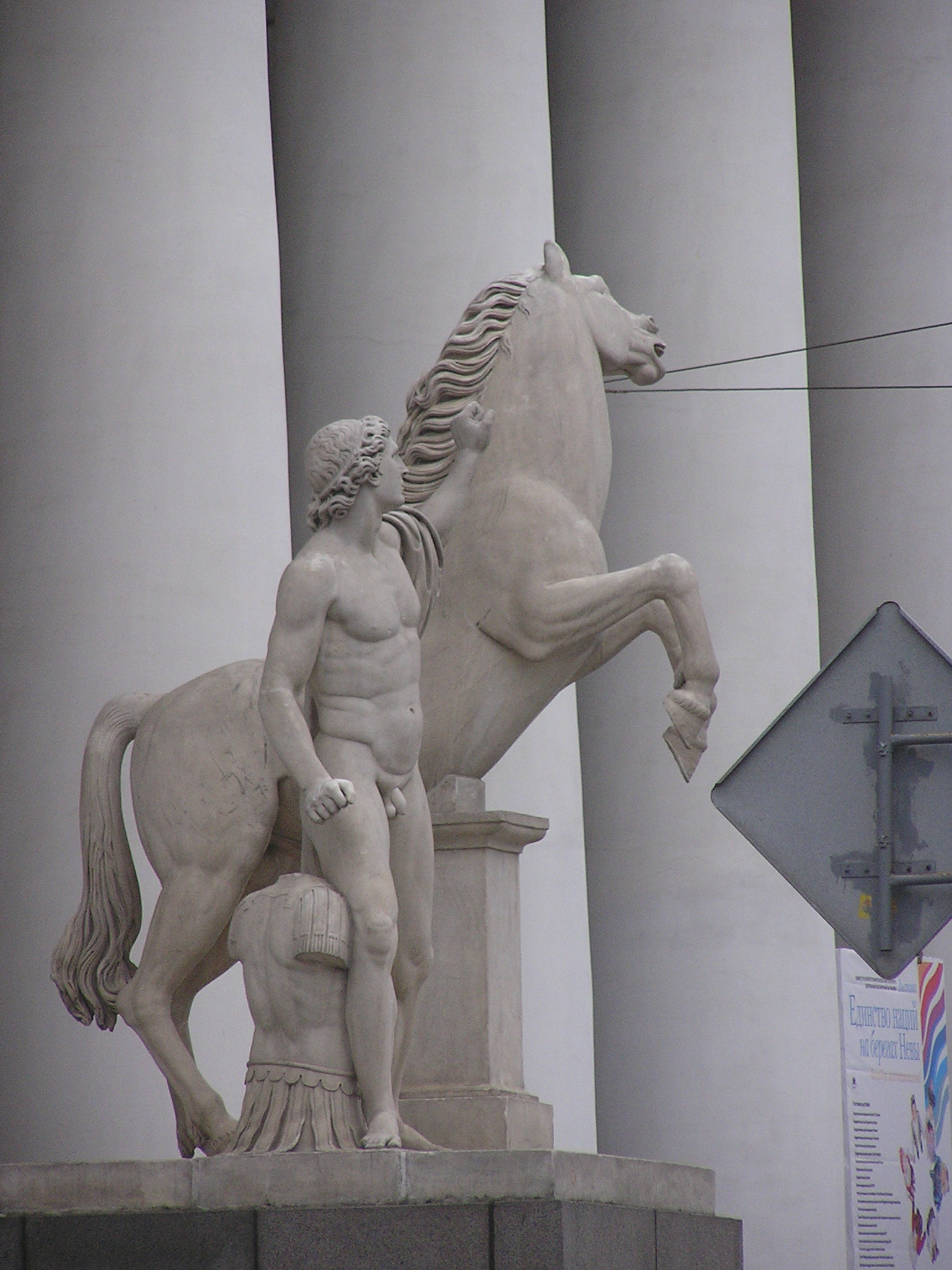
Конногвардейский манеж (статуя диоскура на портике)

Основной фасад искусно оформлен портиком, представляющим собой лоджию, ограниченную дорическим ордером и состоящим из 8 колонн, фриза и треугольного фронтона. Перед портиком установлены скульптуры работы Паоло Трискорни. Фронтон был изначально украшен терракотовыми барельефами работы скульптора Давида Иенсена, которые были демонтированы в советское время. Тогда же в тимпане вместо императорского орла разместили серп и молот. После крушения советской власти советская символика с фронтона была демонтирована. В ходе реставрации было решено не восстанавливать барельефы и оставить фронтон пустым.
В 1806 году Кваренги заказал в Италии уменьшенные копии мраморных статуй Кастора и Поллукса, украшающих известный Фонтан диоскуров. Каждая композиция представляет собой юношу, укрощающего коня. Скульптурные группы известны во многом из-за своей пластичности и монументальности. Обе фигуры были закончены Паоло Трискорни в 1810 году, однако доставлены в Россию в Кронштадт только в августе 1816. В 1817 году Диоскуры были установлены на гранитные постаменты с двух сторон от главного фасада манежа.
После строительства Исаакиевского собора духовенство потребовало удалить стоящие рядом с ним фигуры обнажённых языческих божеств. В связи с этим в период с 1844 по 1954 год диоскуры стояли у Конногвардейских казарм по Конногвардейскому переулку, где до сих пор сохранились их гранитные постаменты.

## Деятельность с 1977 года
Центральный выставочный зал «Манеж». Основное направление деятельности «Манежа» — организация и проведение некоммерческих художественных выставок. Ежемесячно «Манеж» представляет новые художественные проекты, различные по характеру и содержанию, по оформлению и подаче материала. Диапазон выставок весьма широк:
- Ретроспективные выставки произведений живописи, графики, скульптуры, декоративно-прикладного и театрально-декорационного искусства, фотографии, печатные издания, медальерное искусство.
- выставки, посвященные культурному и духовному наследию Санкт-Петербурга;
- выставки, проводимые в содружестве с музеями и архивами Санкт-Петербурга и пригородов (Петергоф, Пушкин, Ломоносов, Гатчина, Павловск);
- выставки из частных собраний, дающие редкую возможность познакомиться с произведениями отечественных и зарубежных мастеров, принадлежащими петербургским коллекционерам;
- обменные выставки, организованные в сотрудничестве с отечественными и зарубежными партнёрами;
- персональные выставки и выставки творческих групп и объединений; («Митьки», «Озерки», «Арт-центр «Пушкинская, 10»»)
- выставки-циклы («Судьбы»; «Художественные династии», «Крупным планом», «Ковчег», «Зооарт»).
- Выставки современного искусства, представляющие традиционные направления и новейшие художественные течения — инсталляции, перформансы, компьютерную графику и дизайн, видеоискусство.
- выставки петербургских художников (Ежегодная выставка новых произведений петербургских художников «Петербург» (проводится с 1993 г.);
- выставки современных художников России и стран СНГ;
- выставки детского творчества;
- обменные выставки, организованные в сотрудничестве с отечественными и зарубежными партнёрами;
- персональные выставки и выставки творческих групп и объединений, знакомящие с именами наших современников;
- международные выставки (Международная биеннале современного искусства «Диалоги» (проводится с 1993 г.), «Фестиваль экспериментальных искусств и перформанса»(проводится с 1994 г.).

Первый директор Центрального выставочного зала «Манеж» – Николай Иванович Сердюк. Он руководил выставочным залом с 1977 по 1987 год. 
С 1987 по 2005 год директором «Манежа» являлась Дина Александровна Градова.
С 2005 по 2015 год ЦВЗ «Манеж» возглавлял Кирилл Станиславович Кузьмин.

## Деятельность с 2016 года
Центральный выставочный зал «Манеж» — крупнейшее выставочное пространство в центре Санкт-Петербурга. Основное направление деятельности Манежа — проведение художественных выставок и сопутствующих мероприятий — лекций и мастер-классов, семинаров по вопросам искусства и культуры, кинопоказов и концертов.
В 2013—2016 гг. реставрацией и техническим переоснащением Манежа занялась архитектурная мастерская «Циркуль» под руководством Александра Кривенцова. В результате зал обрел новый образ и стал отвечать самым современным требованиям к экспонированию. В 2015 году был назначен новый директор Манежа — Павел Сергеевич Пригара.
Много лет Центральный выставочный зал «Манеж» формировал фонд произведений ленинградских художников с целью создания в Санкт-Петербурге Музея современного искусства. Итогом работы по комплектованию, учёту, хранению и публичному представлению предметов искусства стало открытие в 2016 году филиала Манежа — Музея искусства Санкт-Петербурга XX-XXI веков (МИСП).

## Выставки
1977

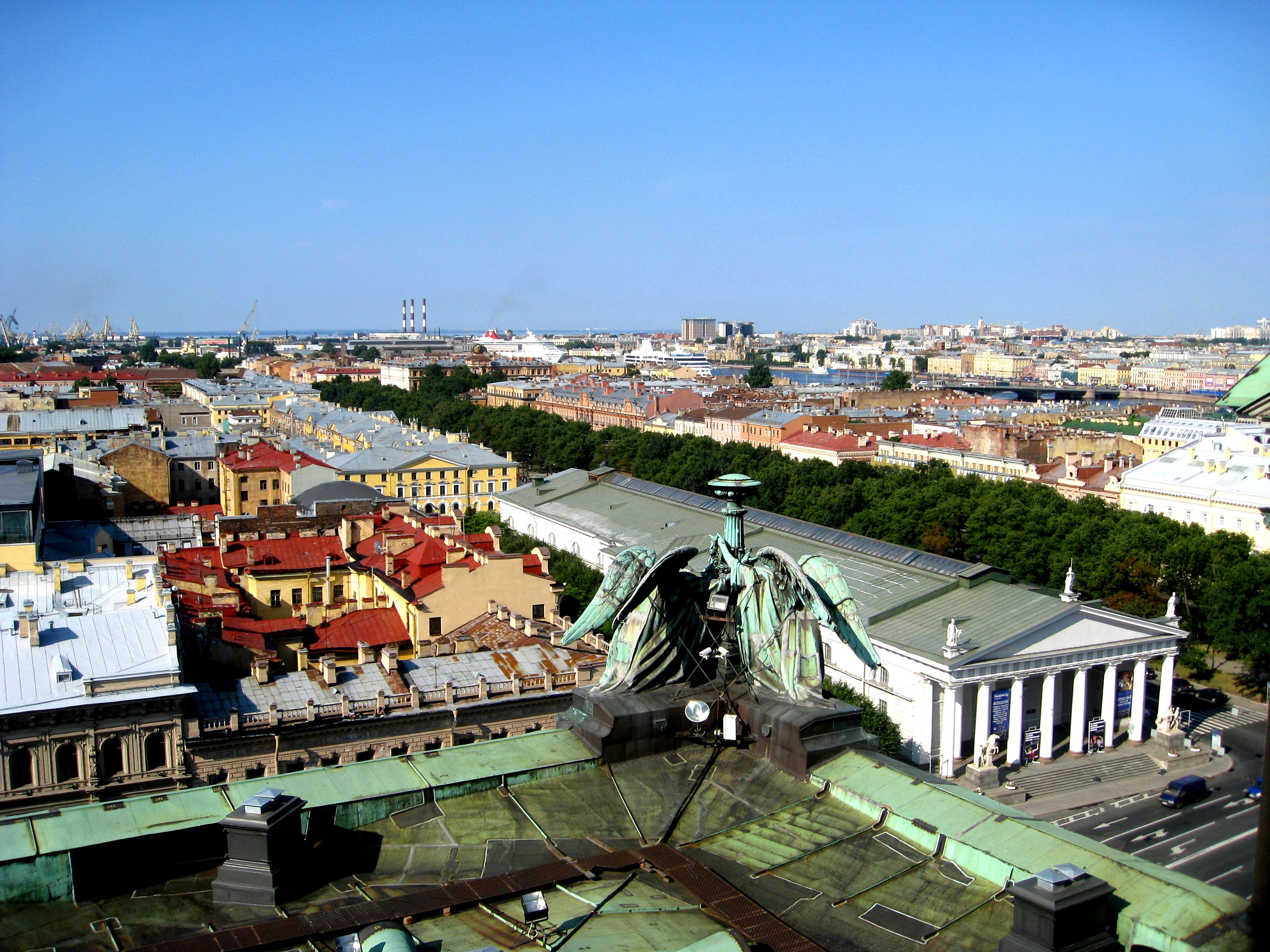
Вид на Конногвардейский бульвар с Исаакиевского собора

- Выставка произведений ленинградских художников, посвященная 60-летию Великого Октября

1978
- «Интерпрессфото — 77». Международная выставка фотографии 1978
- Персональная выставка А. А. Пластова. Живопись
- Выставка молодых художников Ленинграда к 60-летию ВЛКСМ
- Персональная выставка Н. М. Ромадина.
- «Художники России — детям»
- Осенняя выставка произведений ленинградских художников
- XVIII дипломная выставка выпускников художественных ВУЗов СССР

1979
- XVIII дипломная выставка выпускников художественных ВУЗов СССР
- Искусство Советской Эстонии
- Из фондов Центрального военно-морского музея
- «Человек труда в произведениях ленинградских художников»
- 8-я выставка ленинградской книжной графики
- «Наш современник».
- Выставка произведений ленинградских художников
- «Оформление Ленинграда к Олимпиаде — 80»
- Агитационно-массовое искусство первых лет Октября
- Новые открытия советских реставраторов
- Охрана и реставрация памятников архитектуры Ленинграда
- «Мы строим БАМ». Всесоюзная художественная выставка
- Персональная выставка И. С. Глазунова. Живопись, графика
- Осенняя выставка произведений ленинградских художников
- «Голубые дороги Родины». Всесоюзная художественная выставка*

1980
- «Голубые дороги Родины». Всесоюзная художественная выставка
- «Петербург — Петроград — Ленинград в произведениях русских и советских художников»
- Выставка произведений ленинградских художников к 110-летию со дня рождения В. И. Ленина
- IV Всероссийская выставка плаката
- «Петербург — Петроград — Ленинград в изобразительном искусстве»
- Зональная выставка произведений ленинградских художников. Живопись, скульптура
- Зональная выставка произведений ленинградских художников. Живопись, скульптура
- Искусство Советской Грузии
- Искусство Ярославля XIII—XIX веков

1981
- Искусство Ярославля XIII—XIX веков
- «Наш современник». Выставка произведений ленинградских художников, посвященная XXVI съезду КПСС
- «Боевому карандашу — 40 лет»
- Искусство Советского Казахстана
- «Мы строим коммунизм». Всесоюзная художественная выставка
- «Юный художник». Выставка детского творчества
- Осенняя выставка произведений ленинградских художников
- «КПСС в борьбе за мир». Выставка плаката, посвященная 75-летию со дня рождения Л. И. Брежнева

1982
- Русская графика XVIII—XX веков. Из собрания Я. Е. Рубинштейна и И. В. Качурина
- Портреты русских и советских художников первой половины XX века. Из собрания Я. Е. Рубинштейна
- Новые открытия советских реставраторов
- Кукрыниксы. Политическая сатира
- Выставка произведений ленинградских художников к 60-летию СССР и 50-летию ЛОСХа. Живопись, скульптура
- Выставка произведений И. Н. Масленниковой. Графика
- Выставка произведений Н. С. Кочукова. Скульптура
- Выставка произведений А. М. Герасимова. Живопись
- Садово-парковое искусство Ленинграда в произведениях художников и архитекторов
- Искусство Советской Украины
- «По родной стране». Республиканская выставка

1983
- Искусство Финляндии (1900—1960). Финляндия строит (1976—1981)
- «Монументальное искусство в градостроительстве». Выставка ленинградских художников-монументалистов
- «Человек и природа в современной живописи и графике». ФРГ
- Новые открытия советских реставраторов
- «На страже завоеваний социализма». Всесоюзная художественная выставка
- Искусство Советской Латвии
- Осенняя выставка произведений ленинградских художников

1984
- «Битва за Ленинград». К 40-летию полного освобождения Ленинграда от вражеской блокады
- «Физкультура и спорт в изобразительном искусстве». По материалам всесоюзной выставки
- Персональная выставка В. К. Нечитайло. Живопись, графика
- «Отстоим мир». Выставка ленинградских художников
- «А. С. Пушкин и его время в изобразительном искусстве». Из фондов Всероссийского музея А. С. Пушкина
- Реставрация художественных ценностей в СССР
- Искусство Советской Армении
- «Наш Ленинград». Выставка работ ленинградских художников

1985
- «Наш Ленинград». Выставка работ ленинградских художников
- «Я славлю тебя, земля Ленинградская». Выставка творчества самодеятельных художников
- «40 лет великой Победы». Выставка работ ленинградских художников
- «Люди». Ю. Рост. Фото
- «Аранжировка русского народного лубка» (А. Максимов, Н. Воронков, Л. *Курзенков). Графика
- Выставка М. и Ф. Примаченко. Живопись
- Выставка Т. Юфа. Книжная графика
- «Мир и молодёжь». Выставка молодых ленинградских художников, посвященная XII Всемирному фестивалю молодёжи в Москве
- Выставка проекта и модели памятника Октябрьской революции
- Искусство Советского Узбекистана
- Зональная выставка, посвященная XXVII съезду КПСС
- Русское искусство XVIII — начала XX веков из частных собраний Ленинграда

1986
- Русское искусство XVIII — начала XX веков из частных собраний Ленинграда
- «Юный художник». Выставка детского творчества
- Весенняя выставка произведений ленинградских художников
- «Театр. Образы и реликвии». Из фондов Театрального музея
- Персональная выставка И. С. Глазунова. Живопись, графика
- «Наш современник». Выставка произведений ленинградских художников
- Персональная выставка Ю. Н. Тулина. Живопись, графика

1987
- Из фондов Русского музея. Живопись, декоративно-прикладное искусство
- «А. С. Пушкин и его современники». Межмузейная выставка
- «Я славлю тебя, земля Ленинградская». Выставка творчества самодеятельных художников
- «Искусство Костромской земли»
- Выставка произведений Б. В. Щербакова. Москва. Живопись
- Всесоюзная выставка филателии
- «Художники Ленинграда». К 70-летию Великого Октября
- Выставка конкурсных проектов монумента в честь Великой Октябрьской социалистической революции
- Современное искусство Индии последних трех десятилетий из собрания Национальной галереи современного искусства в Нью-Дели. Живопись, графика, скульптура

1988
- Выставка конкурсных проектов монумента в честь Великой Октябрьской социалистической революции
- Современное искусство Индии последних трех десятилетий из собрания *Национальной галереи современного искусства в Нью-Дели. Живопись, графика, скульптура
- «Реставрация и исследования произведений искусства». Всесоюзный научно-исследовательский институт реставрации, Москва
- «Спасенные фрески». Реставраторы Грековы. Новгород
- Выставка произведений Ю. П. Кугача. Москва. Живопись, графика
- Русское театрально-декорационное искусство из коллекции Никиты и Нины *Лобановых-Ростовских
- Современный текстиль и текстиль племен Индии с показом моделей одежды
- Выставка произведений Е. А. Николаева. Скульптура, графика
- «Уорлд Пресс Фото — 88»
- IX Всесоюзная выставка молодых художников
- Выставка И. С. Глазунова. Живопись, графика
- «Современное искусство Ленинграда». Выставка ленинградских художников

1989
- «Современное искусство Ленинграда». Выставка ленинградских художников
- Русская живопись и графика конца XIX — начала XX веков. Декоративно-прикладное искусство России и Западной Европы XVIII—XIX веков из собрания И. М. Эзраха
- «Музыкальный Петербург — Петроград — Ленинград»
- «Милан с утра до вечера». Мода и товары повседневного спроса. Милан в проектах
- Выставка произведений А. Шилова. Живопись
- Основные направления итальянского искусства. Рим, 1947—1989 годы
- «Американский дизайн»

1990
- «Мир Пушкина». Межмузейная выставка
- Выставка М. Кулакова. Италия — СССР. Живопись
- «Забытые шедевры». Западноевропейская живопись XV—XVIII веков. Из музеев СССР
- «Забытые шедевры». Сто лет русского искусства (1889—1989). Из частных коллекций Москвы и Ленинграда
- «Забытые шедевры». Русская и советская живопись (1900—1930). Из фондов Музея изобразительного искусства Киргизской ССР
- «Забытые шедевры». Николай Мыльников и Федор Тулов — русские портретисты XIX века
- «Забытые шедевры». Плакаты первых лет революции. Из частных коллекций Москвы и Ленинграда
- Выставка произведений 26 ленинградских и московских художников. Живопись, графика, скульптура
- «Финляндия сегодня». Живопись, графика, скульптура
- Современная скульптура ФРГ
- Выставка И. С. Глазунова. Живопись, графика
- Фестиваль ленинградских галерей. («Анна», «Ариадна», «Дельта», «Палитра», «Современное искусство», «10-10», Ассоциация «Мир», ЛТСХ «Невский 20», Фонд Ленинградская галерея)
- «10 + 10». Советско-американская молодёжная выставка. Живопись
- «Небо и твердь». Выставка ленинградских художников. Живопись, скульптура, ДПИ
- «Юный художник». Выставка детского творчества
2016
  - «Современные русские художники — участники Венецианской биеннале. Избранное». Ссылка
  - «Мерцание гладкой яшмы». Выставка художника Цуй Жучжо. (Китай). Ссылка
  - Выставка-фестиваль оптических иллюзий в визуальном искусстве «FocusFest»
  - «Lexus Hybrid Art. Предвосхищение. Конструктор будущего»
  - «Genii Loci. Греческое искусство с 1930 года по сегодняшний день». Ссылка
2017
    - «Китайская армия». Выставка современных китайских художников
    - Проект «#Притяжение». Центр современного искусства Винзавод в Санкт-Петербурге
    - «Война и мир Вадима Сидура»
    - «Жан Пруве. Конструктор» на площади у Западного фасада Манежа
    - Инсталляция «Глубоко внутри»
    - «70-е. Со_при_частность». Ленинградское изобразительное искусство 1970-х гг.
    - «Петроград, 1917. Хроника событий»
    - Стрит-арт проект «Нелишний человек»
    - «85 лет Санкт-Петербургскому союзу художников»
    - «Нос. Кваренги» на площади у Западного фасада Манежа 
2018
    - «Преодоление». Выставка молодых художников из Японии и России
    - «Прикосновение». Инклюзивный выставочный проект
    - «Другие берега». Из серии проектов «#Притяжение»
    - «Петербург 2103»
    - «Части Стен»: стрит-арт в Манеже
    - Музейно-театральный проект «Хранить вечно»
    - «Современный Катар: искусство и фотография» 
2019
    - «Христос в темнице»
    - «Красота: плюс / минус»
    - «Жизнь после жизни»
    - «AES+F. Предсказания и откровения»
    - Дмитрий Каварга. «Токсикоз антропоцентризма» в рамках проекта «Музейная линия»
    - Уличный проект Recycle Group. «Вы достигли места своего назначения»
    - Уличный проект «Тридцать Три Звука»
    - «Дейнека/Самохвалов»
    - Уличный проект «Прогулки внутри себя»
    - Уличный проект Андрея Люблинского «Самые красивые лошади в мире»
    - Уличный проект Игоря Ревелиса / Klone «Ты меня видишь?» 
2020
    - «Лаборатория Будущего. Кинетическое искусство в России»
    - Уличный проект «Новые руины. Гранит»
    - «Иной взгляд. Портрет страны в объективе агентства Magnum»
    - «Немосква не за горами»
    - Уличный проект «Тридцать три знака»
    - «Утопия Спасенная» — первая в России выставка южнокорейской художницы Ли Бул
    - Уличный проект «ArtAntarctica»
    - Уличный проект «Надежда»